# Idioma allentiac
El allentiac es una lengua extinta de la familia huarpe que se hablaba en el suroeste de la actual Argentina, en lo que se conoce como región de Cuyo (actuales provincias de Mendoza, San Juan, gran parte del norte de San Luis y norte de Neuquén). Era hablada por parte de los huarpes y fue documentada por Luis de Valdivia durante el siglo XVII.

## Historia

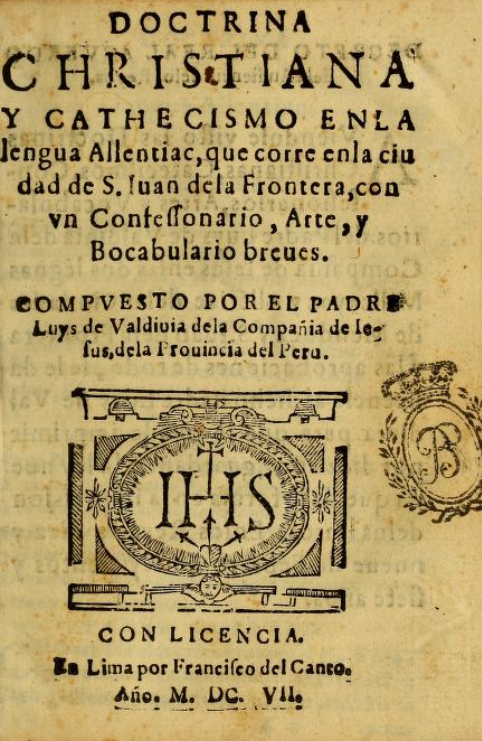
Doctrina christiana y cathecismo en la lengua allentiac, que corre en la cuidad de S. Iuan de la Frontera, con vn Confessonario, Arte, y Bocabulario breues. Compuesto por el padre Luys de Valdivia de la Compañia de Iesus, de la prouincia del Peru (1607) de Luis de Valdivia (1561-1642)

Se conoce poco sobre la historia de la lengua huarpe antes de la llegada de los europeas a la región de Cuyo en el siglo XVII. Bajo el gobierno colonial los huarpes fueron deportados como mano de obra forzada a Santiago de Chile donde llegaron a formar una fracción importante de la población de dicha ciudad. El hecho de que en dicha ciudad el español fuera la lengua vehicular hizo que la población deportada abandonara el uso de la lengua. En su región de origen, el despoblamiento de la región junto con el hecho de que parte de la población huyó a zonas más inaccesibles fragmentaron la lengua y diezmaron a sus hablantes, por lo que sus últimos hablantes fueron víctimas de la asimilación lingüística completa en la que además de, obviamente, españolismos, se añadieron (por ser durante la conquista española lenguas vehiculares el quechua y el mapudungun, quechuismos y mapuchismos).

## Descripción lingüística

### Fonología
El allentiac parece haber tenido un sistema de al menos cinco vocales denotadas por Valdivia como <a, e, i, o, ù>. El grafema <ù> o <ú> probablemente corresponde a la vocal central cerrada /ɨ/.

### Morfosintaxis
Los datos de Valdivia sugieren que el allentiac era una lengua aglutinante, con sufijación dominante. Las principales diferencias con lenguas habladas en la región como el mapudungun es que el allentiac tiene un sistema amplio de casos y postposiciones (-ta locativo, -tati causativo, -tayag beneficiario, -ye dativo, -yen instrumental y -ymen comitativo).
Estaba relacionada estrechamente con el millcayac de la actual provincia de Mendoza y a veces ambas son consideradas los dos dialectos del idioma huarpe.

### Numerales
Los numerales del 1 al 10 son:
| GLOSA | Valdivia       | Fonología             |
| ----- | -------------- | --------------------- |
| '1'   | lcaa           | /*lkaʔa/              |
| '2'   | Yemen          | /*jemen/              |
| '3'   | ltun           | /*ltun/               |
| '4'   | tut            | /*tut/                |
| '5'   | horoc-         | /*horok-/             |
| '6'   | zhillca-       | /*žiʎka-/             |
| '7'   | zac- yemenqleu | /*zak-/ /*yemen-qlew/ |
| '8'   | ltunqleu       | /*ltun-qlew/          |
| '9'   | tutqleu        | /*tut-qlew/           |
| '10'  | tucum          | /*tukum/              |

### Padre nuestro
| Castellano | Allentiac |
| --- | --- |
| Padre nuestro que estas en los Cielos, Sanctificado sea el tu nombre. Venganos el tu reyno. Hagase tu voluntad asi en la tierra como en el Cielo. El pan nuestro de cada dia danos lo oy. Y perdonanos nuestras deudas asi como nosotros perdonamos a nuestros Deudores. Y no nos dexes caer en la tentación. Mas libranos del mal. Amen. | Cuchach Pia ebis tactao ta anpe. Cach hemelpueaxetamten. Cach reyno cuchaxtayaxtem. Cach quilletequiam eltiam latten tetata, chis ta mantichquen. Chu tecta cham cuchach eupl quexcheteyag tecta ta. Perxcuxotomte cuchach poyup ta, cuch perxpuxotomta macltichen cuchach aynachanem. Mulxcucolumtche poyup xetaqui xatequepiam. Chu xenec ta quex taynemte. Amen. |